# パオーン

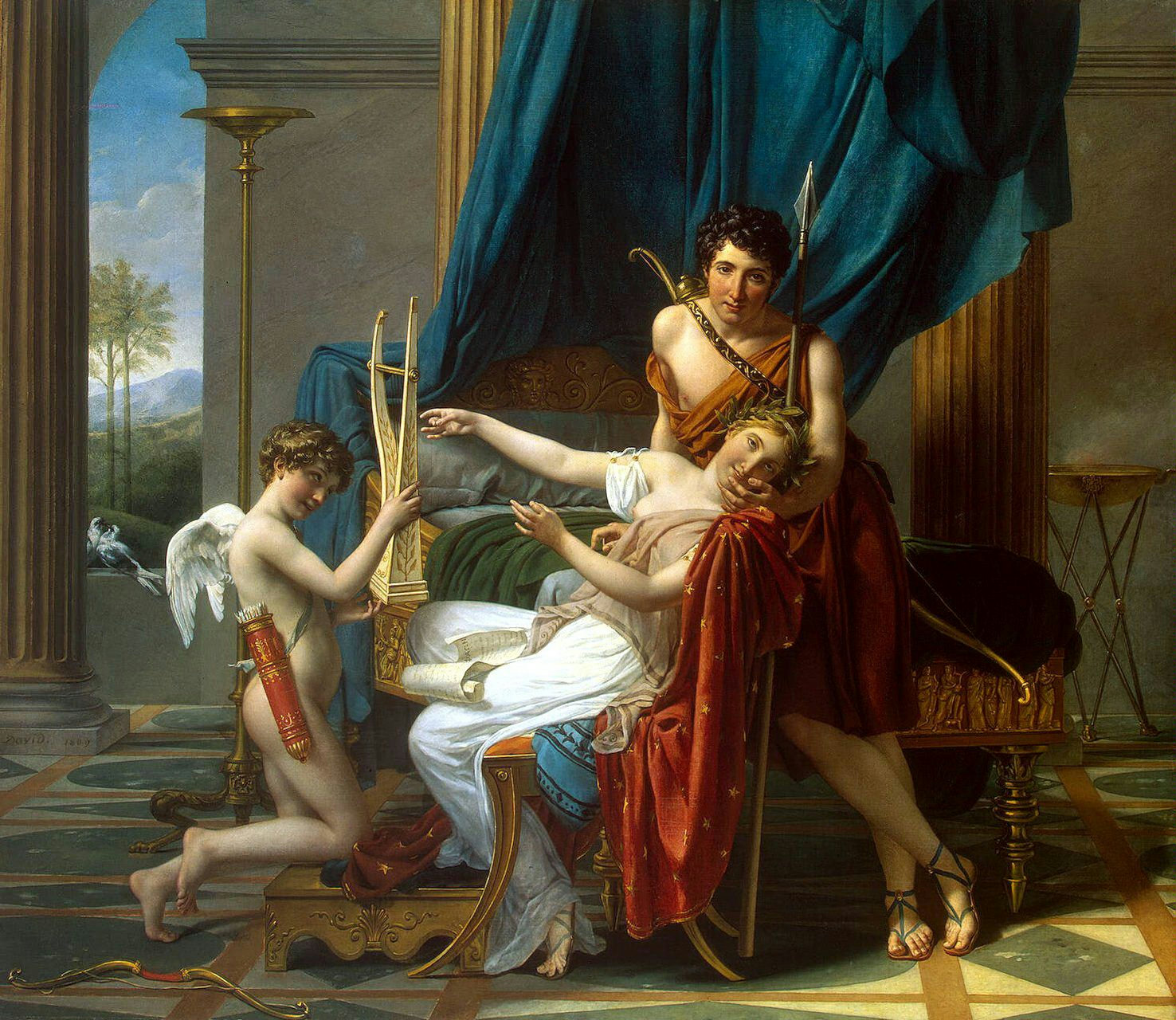
ジャック＝ルイ・ダヴィッドの1809年の絵画『サッポーとパオーン』。エルミタージュ美術館所蔵。

パオーン（古希: Φάων, Phaōn）は、ギリシア神話の人物である。ファオーン、あるいは長母音を省略してパオン、ファオンとも表記される。レスボス島のミュティレーネーの渡守で、親切であったために愛と美の女神アプロディーテーの寵愛を受けたと伝えられている。パオーンの物語は主に古代の著述家パライパトス、アイリアーノス、文法学者セルウィウスの言及によって知られており、また詩人オウィディウスの『ヘーローイデス』によって古代ギリシアの女流詩人サッポーの悲恋の相手とする伝説も広まった。この伝説は神話上の人物と歴史上の実在する人物との物語であることが大きな特徴となっている。

## 神話

### パライパトス

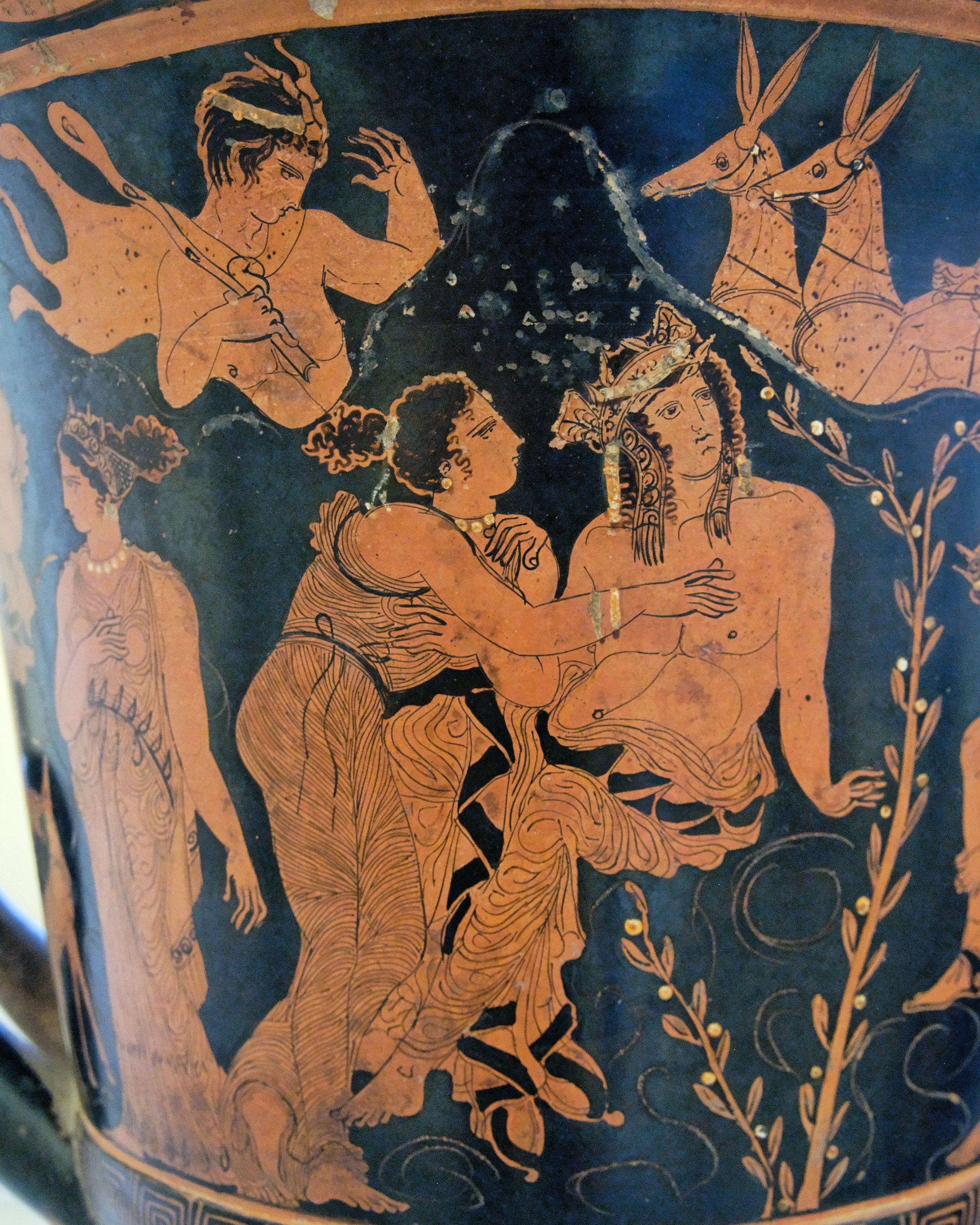
パオーンとアプロディーテーを描いた古代の壺絵。アッティカ赤絵式カリックス・クラテール、前420年から前400年頃。アントニーノ・サリナス地域考古学博物館所蔵。

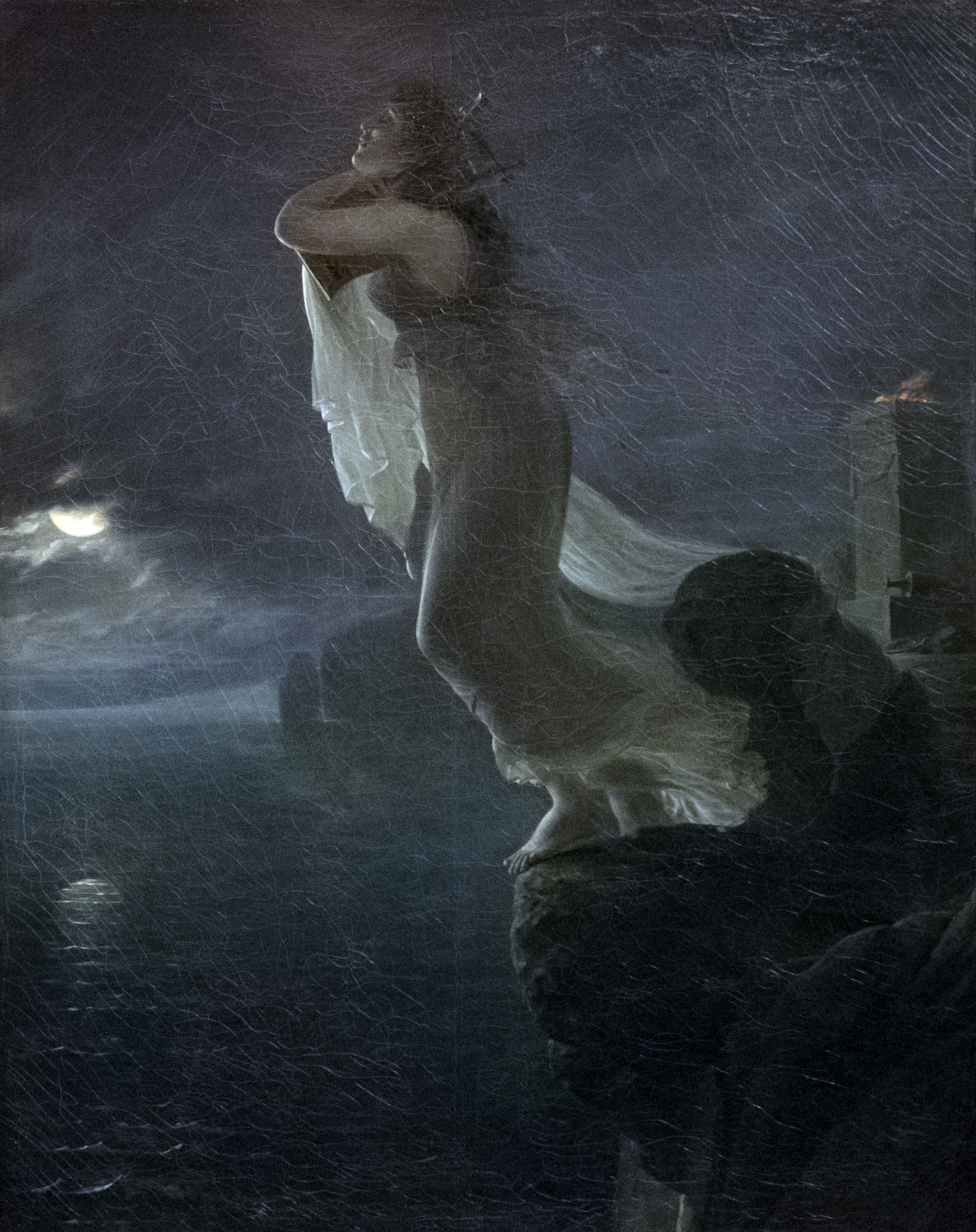
アントワーヌ＝ジャン・グロの1801年の絵画『レフカス島のサッフォー』。パオーンに対する悲恋に絶望して海に身を投げたと伝えられるサッポーを描いている。ジェラール男爵美術館所蔵。

パライパトスによると、渡守のパオーンは一生を舟と海に関わって生活した。普段の仕事場は海峡であった。パオーンは非常に分別のある人物で、お金を払える者からだけ受け取ったので、誰からも非難されることがなかった。その人柄はレスボス島の人々にとっては驚きの的であり、彼の生き方は女神アプロディーテーも称讃するところとなった。というのも、女神がパオーンを試すため老婆の姿になってやって来ると、パオーンはすぐに女神のために船を出してやり、報酬を何も要求しなかったからである。女神は感心し、返礼として年老いたパオーンを若くて美しい男に変えてやった。このパオーンはサッポーが恋い焦がれ、詩の中で自分の恋情を歌った人物だという。

### アイリアーノス
アイリアーノスは最初にアプロディーテーが絶世の美男子であったパオーンをレタスの畑に隠したという奇妙な伝承について簡単に触れた後に、別伝として渡守の伝承について言及している。それによるとパオーンは渡守を生業とする男で、海を渡ろうとしたアプロディーテーがパオーンのもとに現れたのを親切に迎え、正体に気づかないまま目的地まで舟で渡した。すると女神は返礼として香油の入った壺を与えたので、パオーンが香油を身体に塗ったところ、世の男たちの中で一番の美男子となった。ミテュレーネー中の女たちはパオーンに夢中になったが、最後は不義の密会の現場を抑えられ、処刑された。
セルウィウスの短い言及も若干の差異はあるが、パライパトスおよびアイリアーノスの別伝とほぼ同じである。それによるとパオーンは老婆に変身した女神を報酬を受け取ることなく渡したので、香油の入った壺を授かった。パオーンがその香油を毎日塗っていたところ、女たちが憧れる存在となり、彼女たちをことごとくなで斬りにしたという。
またパオーンがレタスの畑に隠れたとするアイリアーノスの言及と類似するものが古代の伝承に散見している。

### オウィディウス
女性が思い人に送った手紙という形式で語られるオウィディウスの『ヘーローイデス』では、サッポーの視点から両者の恋が語られている。それによるとサッポーの詩を読んだパオーンは彼女の言葉を美しいと褒め称え、サッポーと関係を持った。しかしサッポーが手紙を書いたとき、すでにパオーンは彼女を捨てた後であり、サッポーはパオーンがシケリア島の女たちに夢中になっていると言って嘆く。しかし彼女のもとにナーイアスが現れて、アクティオン岬の沖（アクティウムの海戦があった場所）にあるレウカス島に行き、そこの崖から飛び降りることを勧める。ナーイアスが言うには恋に苦しむ者がその崖から飛び降りると、海に落ちた衝撃で傷つくことはなく、何にも動じない強い心が生まれ、自身を焼く恋の炎から救われるのだという。その話を聞かされたサッポーはレウカス島に行くことを決意するが、なぜあなたはこんな不幸な旅をさせるのかとパオーンに訴える。
パオーンとサッポーの恋物語を伝えているのは、現存する文献ではオウィデウスの作品がほとんど唯一のものである。ただしオウィデウス以前にサッポーの悲恋の伝説が成立していたことは確かなようである。地理学者ストラボーンはレウカス島について言及した部分で、サッポーがパオーンを慕うあまり、アポローンの神域があるレウカス島の崖から身を投げたとする、前4世紀頃の喜劇詩人メナンドロスの詩を引用している。
10世紀頃の辞典『スーダ』はサッポーと同名の竪琴を使う女流詩人がもう1人いたとし、ミュティレーネー出身のパオーンに対する悲恋ゆえに、レウカス島の崖から身を投げて溺れ死んだとする伝説を伝えている。

## 解釈
渡守が女神を渡したことで女神のお気に入りとなるパオーンの伝承は、ロドスのアポローニオスの叙事詩『アルゴナウティカ』で語られているイアーソーンとヘーラーのエピソードとよく似ている。そこでジャン・ユボーは1935年の著書『女神と渡守』の中で、パオーンの物語はイアーソーンのエピソードに想を得たものであり、さらにイアーソーンのエピソードは古代エジプトの渡守アンティと女神イーシスの物語まで遡ると論じた。
一方、パオーンはアプロディーテーの美しい恋人アドーニスとの際立った類似が指摘されている。アドーニスは古来より香料として名高い没薬の樹から生まれたとされ、アプロディーテーのみならずペルセポネーをも魅了したが、アプロディーテーの最大の愛人アレースが嫉妬から送り込んだ猪に突き殺されたと伝えられている。この人物について、コロポーンのニーカンドロスは『語彙注釈』2巻で、アドーニスはレタス畑に逃げ込もうとして猪に突き殺されたと述べている。またカッリマコスはアプロディーテーが猪から守るためにアドーニスをレタスの畑に隠したとし、さらに4世紀の詩人エウブーロスはアドーニスの遺体はアプロディーテーによってレタス畑に埋葬されたとしている。一方、香油によって美男子に生まれ変わったパオーンが、アプロディーテーによってレタス畑の中に隠されたとする伝承は古く、すでに前5世紀の喜劇詩人クラティーノスがパオーンに心を奪われるアプロディーテーを描いたうえで、女神がパオーンをレタスの中に隠したとしている。このようにパオーンとアドーニスともに香りと関係があり、女神をも魅了する魅力の持ち主であったが、一方は恋人を奪われたアレースによって、一方は不義密通の現場を押さえられて殺されている。構造主義を古代ギリシアの研究に取り入れたマルセル・ドゥティエンヌは、古代ギリシアではレタスが不能をもたらす植物と信じられており、魅力をもたらす香料と対立する関係にあることを指摘して、パオーンの神話は香料によって生まれながらに若さと超常的な魅力を得たアドーニスがその魅力を失い、死に至るという神話と同一の構造を持つと論じている。
なお、パオーンに対するサッポーの悲恋物語について、沓掛良彦はオウィディウスの『ヘーローイデス』15歌の綿密な分析から、サッポーの恋はあくまで同性に対するものであり、悲恋の伝説は文学的な虚構であると論じている。